# Iraque nos Jogos Olímpicos de Verão de 1984
O Iraque participou dos Jogos Olímpicos de Verão de 1984 em Los Angeles, nos Estados Unidos da América. Não conquistou nenhuma medalha, nem de ouro, nem de prata e nem de bronze. Foi a 6ª participação do país em Jogos Olímpicos de Verão.